# Tributylamin
Tributylamin ist eine chemische Verbindung die vor allem als Lösungsmittel bei Synthesen eingesetzt wird. Es gehört zur Stoffklasse der Amine, genauer der tertiären Amine.

## Gewinnung und Darstellung
Tributylamin kann durch Alkylierung von Ammoniak mit Butan-1-ol oder Butylhalogeniden hergestellt werden.

## Eigenschaften
Tributylamin ist eine farblose, hygroskopische Flüssigkeit mit ammoniakartigem Geruch. Sie ist eine Base, ist jedoch auf Grund der relativ größeren Butylgruppen sterisch stärker gehindert als das häufiger verwendete Triethylamin.

### Sicherheitstechnische Kenngrößen
Tributylamin bildet bei höherer Temperatur entzündliche Dampf-Luft-Gemische. Die Verbindung hat einen Flammpunkt zwischen 63 °C und 66 °C. Der Explosionsbereich liegt zwischen 0,7 Vol.‑% (54 g/m3) als untere Explosionsgrenze (UEG) und 6,0 Vol.‑% (464 g/m3) als obere Explosionsgrenze (OEG). Die Zündtemperatur beträgt 195 °C. Der Stoff fällt somit in die Temperaturklasse T4.

## Verwendung
Tributylamin wird unter anderem verwendet als:
- Zwischenprodukt zur Herstellung von anderen chemischen Verbindungen wie z. B. zur Herstellung von Tributylmethylammoniumchlorid (TBMAC, (C4H9)3CH3NCl, CAS-Nummer: 56375-79-2), Tributylbenzylammoniumchlorid (BTBAC, C19H34ClN, CAS-Nummer: 23616-79-7) und weiterer Tetrabutylammoniumsalze[2]
- Lösungsmittel und Hilfsstoff zur Isolierung und Reinigung von Arzneistoffen[2]
- Katalysator (Protonenakzeptor) für organische Synthesen und für Polymerisationen (z. B. für Phenolharze und Polyurethane)[2]
- Korrosionsinhibitor in Hydraulikflüssigkeiten[2]